# Susan Park
Susan Park (19 de marzo de 1984) es una actriz estadounidense conocida por sus papeles en las series de televisión Fargo, Vice Principals y Snowpiercer.

## Vida y carrera
Park nació en Estados Unidos, es hija de inmigrantes coreanos.
Comenzó a actuar en 2009. En 2010 actuó en un espectáculo individual titulado Diaries of a K-Town Diva y dirigido por Barbara Tarbuck.
En 2013, Park se unió al elenco de la serie Revenge de la cadena ABC y en 2014 tuvo un papel en la primera temporada de la serie Fargo de la cadena FX.

## Filmografía

### Cine
| Cine | Cine                     | Cine             | Cine         |
| Año  | Título                   | Rol              | Notas        |
| ---- | ------------------------ | ---------------- | ------------ |
| 2009 | The Lifeboat             | Sarah            | Cortometraje |
| 2009 | The Film You Did Not See | Jean             |              |
| 2009 | Clubophobia              | Sarah            | Cortometraje |
| 2013 | Cleaner                  |                  | Cortometraje |
| 2014 | Electric Slide           | Marilyn D        |              |
| 2014 | Phantom Halo             | Grace            |              |
| 2016 | Ghostbusters             | Mujer destellada |              |
| 2017 | Unicorn Store            | Angie            |              |
| 2019 | Always Be My Maybe       | Judy Kim         |              |
| 2019 | William                  | Sarah            |              |

### Televisión
| Televisión | Televisión                        | Televisión          | Televisión                                                                   |
| Año        | Título                            | Rol                 | Notas                                                                        |
| ---------- | --------------------------------- | ------------------- | ---------------------------------------------------------------------------- |
| 2009       | The Unusuals                      | Dra. Monica Crumb   | Papel recurrente (4 episodios)                                               |
| 2010       | Three Rivers                      | Sanegun             | Episodio: «Case Histories»                                                   |
| 2010       | CSI: Crime Scene Investigation    | Paige               | Episodio: «Wild Life»                                                        |
| 2011       | The Bold and the Beautiful        | Lesley              | 2 episodios                                                                  |
| 2011       | Law & Order: LA                   | Lee Min Ho          | Episodio: «Carthay Circle»                                                   |
| 2011       | Reed Between the Lines            | Constance McDonaugh | Episodio: «Let's Talk About Dishonesty»                                      |
| 2011       | It's Always Sunny in Philadelphia | Mujer               | Episodio: «The Gang Gets Trapped»                                            |
| 2012       | Bent                              | Simone              | Episodio: «Pilot»                                                            |
| 2013       | 1600 Penn                         | Stacey Kim          | Papel recurrente (5 episodios)                                               |
| 2013       | Revenge                           | Falcon / Edith      | Episodios: «Identity», «Engagement»                                          |
| 2014       | Fargo                             | Linda Park          | Papel recurrente (temporada 1); 5 episodios                                  |
| 2015       | Castle                            | Mei Wu              | Episodio: «Hong Kong Hustle»                                                 |
| 2015–2016  | Life in Pieces                    | Dra. Sally Hong     | Episodios: «Pilot», «Ponzi Sex Paris Bounce», «CryTunes Divorce Tablet Ring» |
| 2015–2017  | Fresh Off The Boat                | Connie Chen         | 5 episodios                                                                  |
| 2016–2017  | Vice Principals                   | Christine Russell   | 12 episodios                                                                 |
| 2016–2017  | The Good Place                    | Pevita              | 2 episodios                                                                  |
| 2017       | The Mick                          | Liz                 | Papel recurrente                                                             |
| 2017       | Speechless                        | Carly               | Episodio: «O-s-Oscar P-a-Party»                                              |
| 2018       | Hawaii Five-0                     | Noriko Noshimuri    | 2 episodios                                                                  |
| 2020       | Snowpiercer                       | Jinju               | Papel principal (Temporada 1)                                                |
| 2020       | Briarpatch                        | Daphne Owens        | 5 episodios                                                                  |